# 축산국민학교 화천분교

축산국민학교 화천분교는 경상북도 영덕군 영덕읍 화천길 48에 있었던 분교이다.

## 학교 연혁
- 1937년 9월 9일 화천간이보통학교 개교
- 일자미상 화천국민학교 개편
- 1989년 3월 1일 축산국민학교 분교장 격하 편입
- 1994년 3월 1일 폐교 및 영덕국민학교 통폐합